# Frederick Lewis (calciatore)
Frederick Lewis, conosciuto con il diminutivo di Fred o Freddie e soprannominato Pinks (Hamilton, ...), è un ex calciatore bermudiano, di ruolo attaccante.

## Biografia
Lewis fa parte di una famiglia di calciatori, poiché anche il fratello Mel è stato calciatore, e pure il figlio Troy ed il di lui figlio Zeiko sono divenuti calciatori.

## Carriera

### Club
È stato studente del The Berkeley Institute nella parrocchia di Pembroke. Ha giocato per buona parte della sua carriera agonistica nel YMSC, rimanendone poi dirigente.
Nella stagione 1975 passa agli statunitensi dei Philadelphia Atoms, franchigia della NASL, con cui non riuscì ad accedere alla fase finale del torneo.

### Nazionale
Nel 1971 ha giocato due incontri nella nazionale di calcio di Bermuda nelle qualificazioni al Campionato CONCACAF 1971, persi entrambi contro il Messico.

## Statistiche

### Cronologia presenze e reti in Nazionale[4]
| Cronologia completa delle presenze e delle reti in nazionale ― Bermuda | Cronologia completa delle presenze e delle reti in nazionale ― Bermuda | Cronologia completa delle presenze e delle reti in nazionale ― Bermuda | Cronologia completa delle presenze e delle reti in nazionale ― Bermuda | Cronologia completa delle presenze e delle reti in nazionale ― Bermuda | Cronologia completa delle presenze e delle reti in nazionale ― Bermuda | Cronologia completa delle presenze e delle reti in nazionale ― Bermuda | Cronologia completa delle presenze e delle reti in nazionale ― Bermuda |
| Data                                                                   | Città                                                                  | In casa                                                                | Risultato                                                              | Ospiti                                                                 | Competizione                                                           | Reti                                                                   | Note                                                                   |
| ---------------------------------------------------------------------- | ---------------------------------------------------------------------- | ---------------------------------------------------------------------- | ---------------------------------------------------------------------- | ---------------------------------------------------------------------- | ---------------------------------------------------------------------- | ---------------------------------------------------------------------- | ---------------------------------------------------------------------- |
| 6-10-1971                                                              | Hamilton                                                               | Bermuda                                                                | 0 – 2                                                                  | Messico                                                                | Qual. Camp. CONCACAF 1971                                              | -                                                                      |                                                                        |
| 13-10-1971                                                             | Cancún                                                                 | Messico                                                                | 4 – 0                                                                  | Bermuda                                                                | Qual. Camp. CONCACAF 1971                                              | -                                                                      |                                                                        |
| Totale                                                                 |                                                                        | Presenze                                                               | 2                                                                      |                                                                        | Reti                                                                   | 0                                                                      |                                                                        |